# Kurt und Herta Fuchs
Kurt Fuchs (22. November 1908 in Leipzig – 12. Mai 1945 in Oberpoyritz) und Herta Fuchs (21. Mai 1908 – nach 2004) sind zwei deutsche Gerechte unter den Völkern.

## Leben
Das kinderlose Paar lebte in Oberpoyritz, einem kleinen Dorf am Rande Dresdens. Herta arbeitete als Wäscherin, Kurt Fuchs war gelernter Schlosser und Sanitäter, aber wegen seiner körperlichen Schwäche als „nicht kriegsverwendungsfähig“ eingestuft worden. Mitte April 1945, in den letzten Tagen des NS-Regimes, nahmen die beiden drei Flüchtlinge eines Todesmarsches bei sich auf und versorgten sie.
Die Polen Abraham Sztaier, Josef Szwajcer und der erst 17-jährige Roman Halter gehörten zu einem Arbeitskommando von rund 500 KZ-Insassen, die in einer Munitionsfabrik in der Schandauer Straße 68 in Dresden Zwangsarbeit verrichten mussten. Nachdem die Fabrik am 13. Februar 1945 bei einem Luftangriff zerstört wurde, wurden die KZ-Häftlinge zuerst bei der Leichenbergung und Trümmerräumung eingesetzt. Als danach das Lager aufgelöst wurde, schickte die SS Sztaier und Szwajcer auf einen der sogenannten Todesmärsche Richtung Süden. In der dritten Nacht des Marsches konnten einige entkommen, darunter Sztaier und Szwajcer. „Zerlumpt und ausgemergelt stehen sie irgendwann vor der Haustür von Herta und Kurt Fuchs.“
Das Ehepaar stellte keine Fragen, nahm Sztaier und Szwajcer sofort auf, einige Tage später auch Roman Halter, versorgte sie mit Lebensmitteln und Kleidung. Als im Dorf Gerüchte aufkamen, die „Gäste“ seien Juden und würden gesucht, „hält Herta Fuchs den misstrauischen Nachbarn entgegen, es handele sich um katholische Zwangsarbeiter aus Polen. Sie hätten ihre Arbeitsstellen wegen der tragischen Kriegsereignisse verloren. Doch das Misstrauen bleibt.“ Als das Deutsche Reich am 8. Mai 1945 kapitulierte, war Halter bereits auf dem Weg zurück in seine Heimat, „um – vergeblich – nach überlebenden Verwandten in Polen zu suchen“. Die Eheleute sahen sich trotz Kriegsende „der Verfolgung durch den antisemitischen Bürgermeister und andere[r] örtlicher Nationalsozialisten ausgesetzt“. In der Nacht des 12. Mai 1945, vier Tage, nachdem die deutsche Wehrmacht bedingungslos kapituliert hatte, „erschoss ein faschistisches Hinrichtungskommando Kurt Fuchs und den jüdischen Flüchtling Szwajcer“. Sztaier konnte entkommen.
Herta Fuchs begrub ihren Mann im eigenen Garten. Niemand im Dorf half ihr, sie konnte für seinen Transport zum Friedhof keinen Karren besorgen. Sie blieb Außenseiterin und lebte in ärmlichen Verhältnissen. Nach der Wiedervereinigung Deutschlands konnte sie Roman Halter, der sich in England niedergelassen hatte, ausfindig machen.
Am 2. April 1995 erkannte Yad Vashem Kurt und Herta Fuchs als „Gerechte unter den Völkern“ an.

## Nachweise
1. ↑  Die Berufe von Kurt Fuchs sind nicht verbürgt. Eine Quelle nennt ihn Schlosser (SWR), die andere Sanitäter (Fraenkel/Borut).
2. 1 2  Höchstmöglicher Einsatz für drei Fremde: Die tragische Geschichte des Ehepaars Fuchs. SWR, 2006, archiviert vom Original am 11. September 2012; abgerufen am 4. Februar 2015.
3. 1 2  Daniel Fraenkel, Jacob Borut: Lexikon der Gerechten unter den Völkern: Deutsche und Österreicher. Wallstein Verlag, 2005, ISBN 3-89244-900-7, S. 117.
4. ↑  YAD-VASHEM-Auszeichnung „Gerechte unter den Völkern“. In: medienservice.sachsen.de. Sächsische Staatsregierung, 26. Februar 1996, abgerufen am 2. Juni 2008.